# Willem II van Gascogne
Willem II Sánchez van Gascogne (overleden in 996) was van 961 tot aan zijn dood hertog van Gascogne.

## Levensloop
Willem II was de tweede onwettige zoon van hertog Sancho IV van Gascogne. In 961 volgde hij zijn kinderloos gestorven oudere broer Sancho V op als hertog van Gascogne.
Na het overlijden van zijn neef Willem de Goede erfde Willem II het graafschap Bordeaux, waarna hij het graafschap permanent verenigde met Gascogne. Ook voegde hij rond 977 Agenais en Bazadais toe aan zijn gebieden. 
Tijdens de regering van Willem II kon zijn broer Gombald de controle verwerven over alle bisdommen in Gascogne, waardoor hij aartsbisschop van Bordeaux werd. Toen Willem II naar Navarra reisde om deel te nemen aan de Reconquista, stelde hij Gombald aan als regent van Gascogne. Hij werd gedwongen terug te keren toen de raids van de Vikingen in het gebied steeds ernstiger werden. In 981 of 982 versloeg Willem II de Vikingen nabij Taller, waardoor ze niet langer een gevaar waren. Hun permanente residenties aan de Adour werden vernietigd en de Vikingen werden teruggedreven naar het bosgebied Landes.
Volgens kroniekschrijver Sampiro versloeg Willem in 970 de Vikingen in Galicië. Er is echter geen enkel bewijs dat hij naar daar gereisd is. Hierdoor wordt verondersteld dat hij op pelgrimstocht naar Santiago de Compostella was en dat hij noodgedwongen het commando van de verdedigingstroepen op zich nam tijdens de Vikingaanvallen. In 988 nam hij het besluit tot de bouw van de Benedictijnenabdij van Saint-Sever.
Willem II stierf in 996, waarna hij als hertog van Gascogne werd opgevolgd door zijn zoon Bernard Willem

## Huwelijk en nakomelingen
Willem II was gehuwd met Urraca Garcés (overleden in 1008), dochter van koning García I van Navarra en weduwe van graaf Ferdinand González van Castilië. Ze kregen volgende kinderen:
- Bernard Willem (overleden in 1009), hertog van Gascogne
- Sancho VI (overleden in 1032), hertog van Gascogne
- Prisca (overleden in 1018), huwde met hertog Willem V van Aquitanië

Willem II wordt ook beschouwd als de vader van:
- Gersenda, huwde met hertog Hendrik I van Bourgondië
- Toda, huwde met graaf Bernard I van Besalú